# Медаль «Поборнику православия»
Медаль «Поборнику православия» (в архиве Санкт-Петербургского монетного двора эта медаль названа «На нынешний военный случай») - медаль Российской империи, учреждена Екатериной II в 1769 году. По версии исследователей, эта медаль предназначалась для поощрения восставших внутри Османской империи греков. Медаль изготавливалась из серебра. На медали изображена Екатерина II, разрушающийся минарет мечети на фоне бушующего моря, также на медали изображался христианский крест.